# Gregory Oke
Gregory Oke és un director de cinema, enginyer de so i director de fotografia britànic.
Va créixer a la zona rural d'Herefordshire, situada a la regió fronterera d'Anglaterra i Gal·les. Primer es va llicenciar en Història i Filologia Hispànica al University College de Londres.
El 2015, va presentar el seu primer curtmetratge, titulat In a Room Below. El tercer que va fer, Été, es va estrenar al festival Iris Prize de Cardiff el setembre del 2017.
Actualment viu a Alemanya, on treballa com a enginyer de so.

## Filmografia
Com a director de fotografia
- In a Room Below (2015)
- Alice (2016)
- Laps (2017)
- Love Gun (2018)
- Raf (2019)
- Aftersun (2022)

Com a tècnic de so
- After Forever (2018)
- Buck Run (2019)

Com a director i guionista
- In a Room Below (2016)
- Alice (2016)
- Été (2017)

## Premis
| Any  | Premi                           | Categoria                     | Per l'obra      | Resultat  | Ref.  |
| ---- | ------------------------------- | ----------------------------- | --------------- | --------- | ----- |
| 2016 | Premi Wasserman                 | -                             | In a Room Below | Nominat   | [ 6 ] |
| 2017 | Iris Prize                      | Millor curt britànic          | Été             | Nominat   | [ 7 ] |
| 2022 | Premis British Independent Film | Millor direcció de fotografia | Aftersun        | Guanyador | [ 8 ] |
| 2023 | Premis Independent Spirit       | Millor direcció de fotografia | Aftersun        | Pendent   | [ 9 ] |